# 웹 애니메이션 페스티벌
웹 애니메이션 페스티벌(Web Animation Festival) 또는 와프(WAF)는 웹 애니메이션 분야의 실력있는 창작자를 조기에 발굴하여 육성하고, 가능성 있는 작품들의 사업화를 지원하여 비즈니스 모델로 커나갈 수 있도록 다양한 기회를 제공하는 온라인 공모전이다.
문화산업진흥원이 주관하고, 문화체육관광부, 광주광역시교육청 등이 후원한다. 2004년부터 2008년까지 개최되었다.

## 같이 보기
- 플래시 이벤트